# Sierra Pelona
Sierra Pelona es una sierra que forma parte de la sierra de San Gabriel.  Está limitada al sur por el valle de Santa Clarita y al norte por el valle del Antílope. La falla de San Andrés está localizada al norte de esta sierra en el lago de Elizabeth. La cuesta de Sierra Pelona forma parte del paisaje rural de Three Points, el lago Hughes, el lago Elizabeth y el valle Verde, así como de la sierra de la Liebre, el pico Burnt, entre otros. El puerto del Tejón es un puerto de montaña que separa a la sierra Pelona, San Emigidos y la sierra de Tehachapi. La sierra Pelona se ubica entre los condados de Kern y Los Ángeles. 
La nevadas son frecuentes en cotas altas de la sierra Pelona en el invierno; pero, durante el verano y otoño también son frecuentes los incendios, sobre todo cuando predominan los vientos de Santa Ana.

## Otras sierras cercanas
- Colinas de San Rafael
- Sierra de los Verdugos
- Sierra de San Bernardino
- Sierra de Santa Susana
- Sierra de Santa Mónica
- Sierra de San Gabriel
- Sierra de Tehachapi